# Лерой и Стич
„Лерой и Стич“ е американски анимационен филм от 2006 г. Неговите продължения са "Лило и Стич" (2002), "Стич! Филмът" (2003) и "Лило и Стич 2: Стич има повреда" (2006). Филмът беше излъчван по Disney Channel от 23 юни 2006 г., а след това по канал Toon Disney от 26 юни 2006 г. Премиерата на DVD и Blu-ray от 27 юни 2006 г.